# Mohamed Ammour
Pour l’article homonyme, voir Amar Ammour.
Mohamed Ammour est un homme politique marocain. Il fut notamment  ministre de l’Emploi et des Affaires sociales du Maroc sous le règne de Hassan II, dans le gouvernement Ahmed Bahnini où il  remplaça Thami el-Ouazzani à compter du remaniement d'août 1964.
Il fut aussi  le président de la Confédération générale des entreprises du Maroc (CGEM) d'octobre 1969 à juillet 1984,. Il fut ainsi le premier Marocain à en être le président, et il est également le président de cette association patronale ayant exercé le plus long mandat.